# Władimir Biesczastnych
Władimir Jewgieniewicz Biesczastnych (ros. Владимир Евгеньевич Бесчастных, ur. 1 kwietnia 1974 w Moskwie, Związek Radziecki) – rosyjski piłkarz, grający na pozycji napastnika, lider klasyfikacji strzelców reprezentacji Rosji.

## Kariera sportowa
Swoją klubową karierę Biesczastnych rozpoczynał w 1991 roku w klubie Zwiezda Moskwa. Następnie grał w klubie Rosyjskiej Premier Ligi, Spartaku Moskwa, z którym zdobywał mistrzostwo kraju. Biesczastnych szybko wyjechał za granicę, do niemieckiej Bundesligi, do klubu Werder Brema. Grał również w hiszpańskim Racingu Santander i Fenerbahçe SK przed powrotem do Rosji do beniaminka Premier Ligi Kubania Krasnodar. W 2004 roku odszedł z Kubania i grał w klubie Pierwszej Dywizji (2. liga) FK Orzeł. 15 grudnia 2005 Biesczastnych podpisał kontrakt z innym klubem Pierwszej Dywizji, finalistą Pucharu Rosji w 2005 roku, podmoskiewskim zespołem FK Chimki, jednym z czołowych klubów 2. ligi. W 2007 roku odszedł do Wołgi Twer, a w 2008 był zawodnikiem kazachskiej FK Astana, w którym zakończył karierę.
W reprezentacji Rosji Władimir Biesczastnych zagrał 71 razy i zdobył 26 goli, debiutując w 1992 roku. 26 bramek czyni go najlepszym strzelcem drużyny narodowej Rosji, jednak liderem wszech czasów (także reprezentacji Związku Radzieckiego jest Ołeh Błochin z 42 golami). Jedną z bramek zdobył na Mistrzostwach Świata 2002 w meczu przeciwko Belgii. Biesczastnych występował również na Mistrzostwach Świata 1994 i Mistrzostwach Europy 1996.